# Израилов, Марат Базарбекович
Марат Базарбекович Израилов (21 января 1972) — советский и киргизский футболист, полузащитник, тренер. Выступал за сборную Кыргызстана.

## Биография
Во взрослом футболе дебютировал в 17-летнем возрасте, в 1989 году в составе «Алги» во второй лиге, сыграв 7 матчей. Затем до распада СССР не выступал в соревнованиях мастеров.
После образования независимого чемпионата Кыргызстана стал выступать за середняков высшей лиги — бишкекские «Инструментальщик» и «Шумкар-СКИФ». В 1994 году вернулся в «Алгу», однако команда тогда растеряла большую часть основных игроков и финишировала только на пятом месте.
С 1995 года играл за клуб «АиК»/«Гвардия» (Бишкек). В сезоне 1995 года был футболистом основного состава, сыграв 23 матча и забив 12 голов, в последующих сезонах играл не так часто. Серебряный (1995, 1996) и бронзовый (1997, 1998) призёр чемпионата страны, обладатель Кубка Кыргызстана (1996).
Всего в высшей лиге Кыргызстана сыграл 86 матчей и забил 33 гола.
В национальной сборной Кыргызстана дебютировал 26 сентября 1992 года в матче Кубка Центральной Азии против Казахстана, выйдя на замену на 65-й минуте. В 1992 году принял участие в четырёх матчах, затем спустя более трёх лет вызван в сборную для участия в отборочном турнире Кубка Азии и в январе-феврале 1996 года провёл ещё 4 матча. Всего на счету футболиста 8 матчей за сборную.
После окончания игровой карьеры работал детским тренером в РСДЮСШОР, ФЦ и «Алге». Несколько лет в середине 2010-х годов был тренером юношеской (до 17, до 19 лет) сборной Кыргызстана. В 2016 году был признан лучшим тренером Кыргызстана.